# Orehoved Station
Orehoved Station er en jernbanestation i Orehoved på Sydbanen (Falsterbanen).
Den åbnede i 1872 som station og (fra 1884) jernbanefærgehavn (se Masnedø-Orehoved). I forbindelse med indvielsen af Storstrømsbroen i 1937 blev stationen flyttet et stykke mod syd. I 1982 blev den lukket for personbefordring.

## Midlertidig station
I forbindelse med opførelsen af en ny Storstrømsbro samt forbedringer af jernbanen i som følge af Femern Bælt-forbindelsen opstod der et behov for at indrette en midlertidig station i Orehoved, hvor passagererne kunne skifte til togbusser. Den midlertidige Orehoved Station blev åbnet første gang i 2014 og er efterfølgende blevet benyttet i flere omgange.

## Galleri
- Wikimedia Commons har flere filer relateret til Orehoved Station

- Orehoved Station i 1981.
- Den gamle stationsbygning i 2021.
- Signaler ved den midlertidige station.
- Parkeringsplads.
- Læskur.
- IC4 til København.
- Togbus til Nykøbing Falster.